# 四照谷桥
四照谷桥，位于北京市石景山区八大处四照谷西北侧、八大处冰川漂砾西侧、香界寺东南。

## 简介
四照谷桥是古代通往平坡大觉寺的必经之道。明朝重修平坡大觉寺时，改称大圆通寺，现存的四照谷桥应建于明朝。四照谷的“四照”来自南北朝僧人王简栖的《头陀寺碑文》“九衢之草千计，四照之花万品”。其中的“四照”系引《山海经》“其花四照，其名曰迷谷，佩之不迷”的意境。“谷”在《头陀寺碑文》里有“幽谷无私，有至斯响”、“崖谷共清，风泉相涣”，所以四照谷说的是在此谷内可去迷惑。
2016年3月28日，四照谷桥被石景山区文化委员会列为北京市石景山区普查登记文物。
四照谷桥的功能是泄洪和穿行，为单孔拱桥，桥面及护栏均为汉白玉。桥面长8.5米，宽5.79米，拱跨度为1.9米，拱高1.9米。此桥保存基本完好，桥栏板有些缺损。2014年，北京市市财政投资38万元修缮。